# Tillandsia mallemontii
Tillandsia mallemontii är en gräsväxtart som beskrevs av Auguste François Marie Glaziou och Carl Christian Mez. Tillandsia mallemontii ingår i släktet Tillandsia och familjen Bromeliaceae. Inga underarter finns listade i Catalogue of Life.

## Bildgalleri

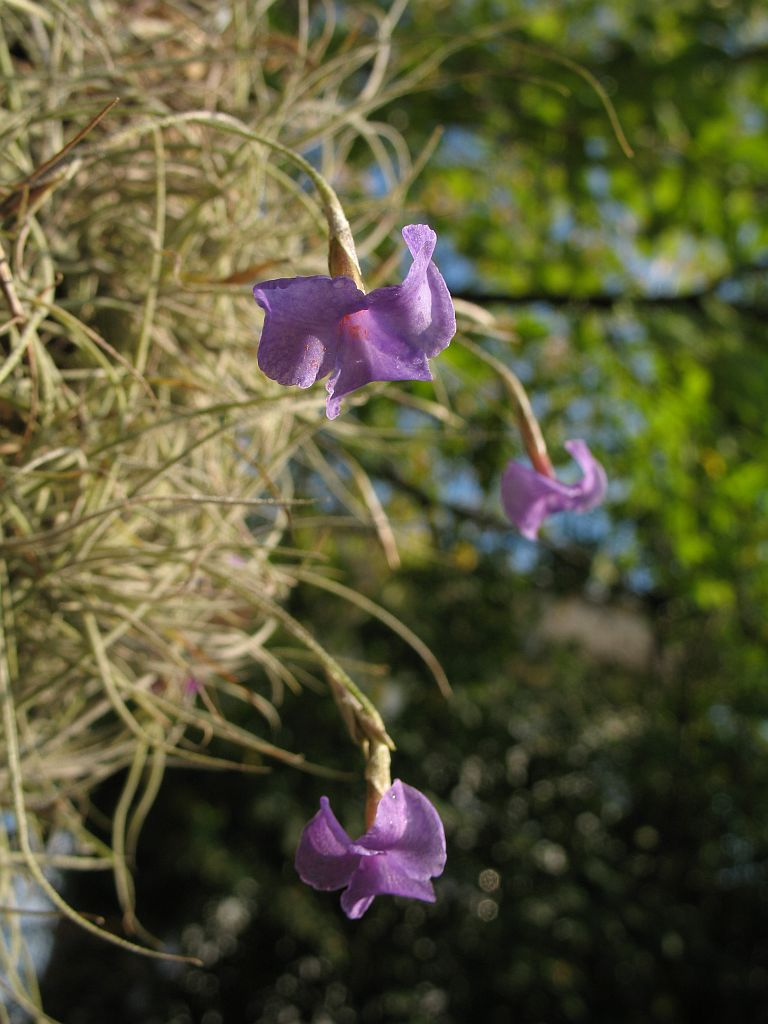
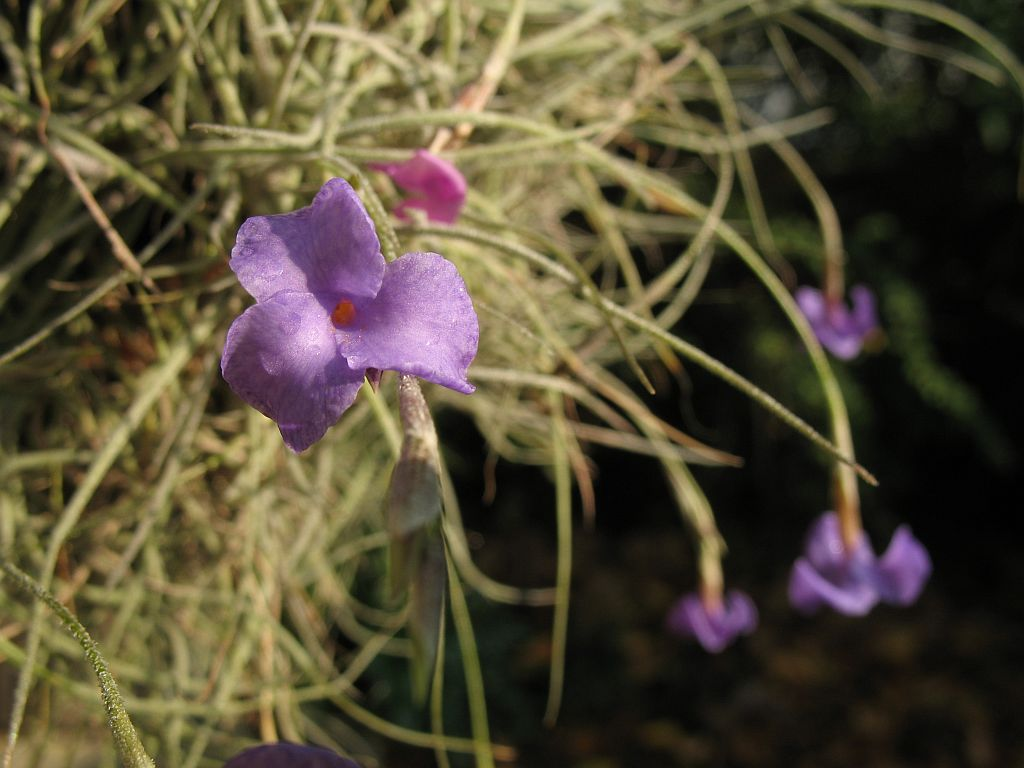